# Arlberg
Arlberg er et bjergpas i Østrig, der forbinder delstaterne Tyrol og Vorarlberg. Arlberg udgør grænsen mellem bjerggrupperne Verwall mod syd, Lechquellengebirge mod nordvest og Lechtaler Alperne mod nord og nordøst. Bjergpasset ligger i 1.793 meters højde.

## Generelt
Passet har sandsynligvis allerede haft betydning siden Hallstattkulturen i Bronzealderen, men en vej over passet bliver først etableret i det 14. århundrede, bl.a. som handelsvej med salt fra Salzkammergut til Schweiz. I 1787 åbnedes en egentlig vejforbindelse over bjergpasset, men en hastigt voksende tekstilindustri i Vorarlberg samt behovet for posttransport nødvendiggjorde etableringen af en ny, større vej i 1824. I 1884 etableredes en 10,6 km lang jernbanetunnel under Arlbergpasset.
Den 1. december 1978 åbnedes den 13,97 km. lange Arlbergtunnel under Arlbergpasset, og selve passet mistede dermed trafikalt sin regionale betydning. Tunnelen er betalingspligtig. Tunnelen kan blive spærret under ekstreme vejrforhold, med enten laviner eller jordskred til følge.
Arlberg er en del af det europæiske vandskel mellem Rhinen og Donau, og Arlberg udgør desuden sprogskellet i Østrig mellem den bairiske dialekt øst for passet og den alemanniske dialekt vest for Arlberg.

## Geografi

### Beliggenhed
Arlberg forbinder Klostertal (med floden Alfenz) mod vest, med Stanzer Tal (med floden Rosanna) i øst. Arlberg danner, sammen med Flexenpass grænsen mellem bjerggrupperne: Verwall i syd, Lechquellengebirge i nordvest og Lechtaler Alpen i nord og nordøst. Valluga, det højeste bjerg ved Arlberg, danner sammen med Trittkopf i det sydvestlige hjørne af Lechtal Alperne, og er på passet rent visuelt altdominerende. Alle fire Arlberg-kommuner grænser op til passet. På Vorarlberg-siden er det  Lech og Klösterle/ Stuben og på tyrolsiden Kaisers og St. Anton.

## Galleri

### Klima
I Arlberg-regionen er nedbør og regnskyl særligt hyppige på grund af de meteorologiske forhold. Efter Bregenzerwald er Arlberg et af de vådeste områder i Østrig. Den årlige nedbørsmængde var i gennemsnit 1653,6 mm i årene 1971-2000 i Langen og 1275,2 mm i St. Anton.

## Turisme
Turisme er den vigtigste indtægtskilde for indbyggerne ved Arlbergpasset. Indtil 1980'erne blev stort set alle hoteller lukket om sommeren, og det hele lignede spøgelsesbyer, men i de senere år har man i stigende grad opdaget værdien i sommerturisme.
I dag er Arlberg et varemærke for skiområderne ved Arlbergpasset, bl.a. Ski Arlberg, men også Sonnenkopf, og ikke mindst Lechtal. Ski Arlberg er berømt for sin lange vintersportstradition. I 1901 blev Ski Club Arlberg grundlagt, og to år senere fandt det første konkurrence sted. 1921 opstod den første skiskole i regionen. I 1937 blev de første liftanlæg bygget både i St. Anton og i Zürs. Det var den første skilift, som blev bygget af Konrad Doppelmayr og Sepp Bildstein. Med World Ski Championships 2001 i St. Anton, kom alpint skiløb dermed tilbage til sine rødder.
I dag danner de tre sammenhængende skiområder ved passet et samlet skiområde med 88 lifte, 350 km præparerede pister og 200 km nedkørsler med dyb sne. Ski Arlberg West gør Ski Arlberg til et af de mest berømte Freeride-centre i Østrig, for ikke at sige i hele Alpe-området. På grund af de mange vintersportsturister har turismen opnået en stor betydning ved Arlberg. Mellem den 1. november 2001 og den 31. oktober 2002 blev der for første gang registreret over 1 million overnatninger.
Et nyt vartegn i området er den nye Galzigbahn. Den blev i første omgang bygget i 1937 som en gondolbane. Derefter blev Galzigbahn sidst ombygget i 1964 og havde en kapacitet på 700 personer i timen. I 2005 besluttede Arlberg Bergbahnen AG at sætte nye standarder for fremtiden, og man nybyggede Galzigbahn i 2006 komplet. Liftene har en kapacitet på 2.200 personer i timen.